# Olga Wjatscheslawowna Smirnowa

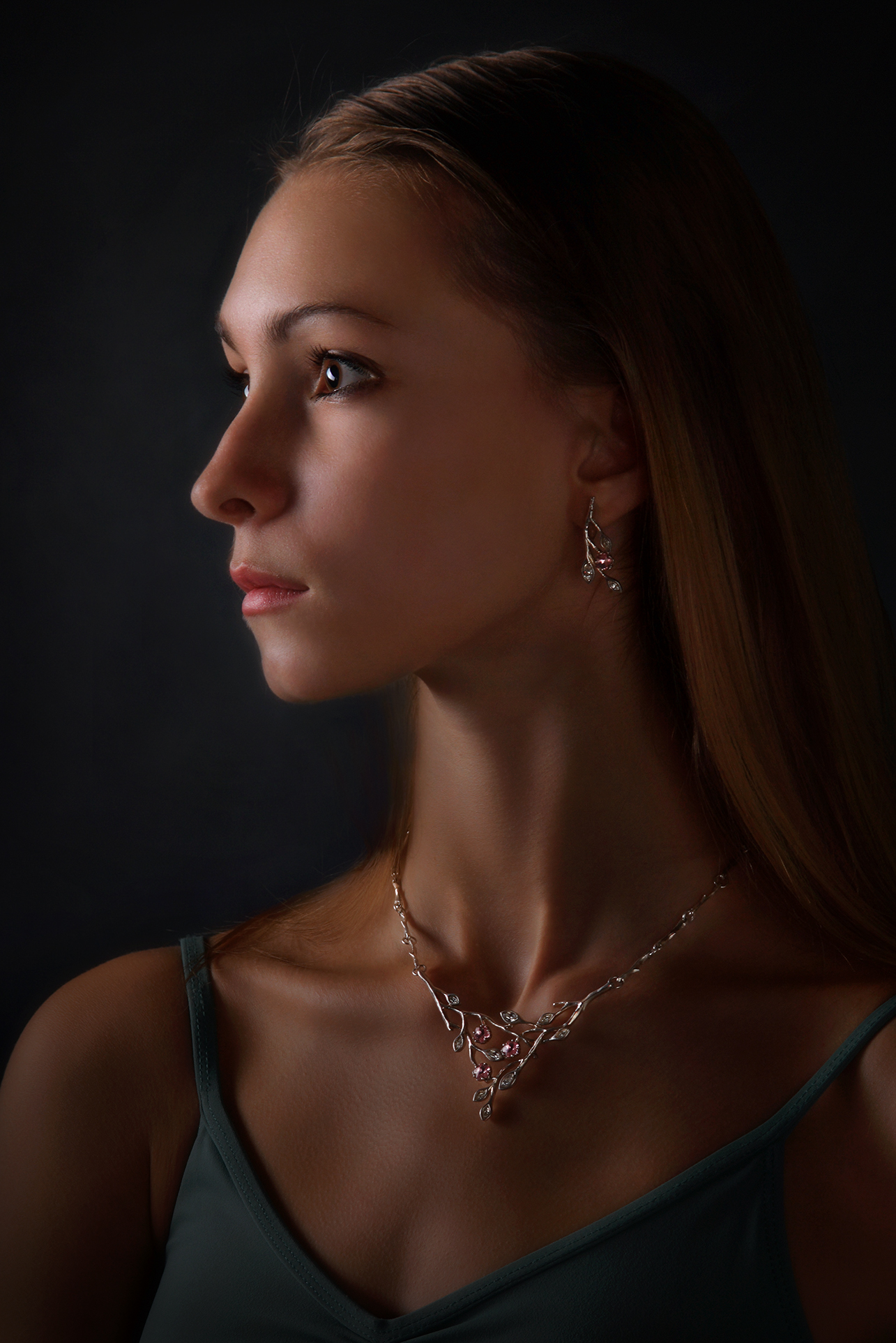
Olga Smirnowa (2011)

Olga Wjatscheslawowna Smirnowa (russisch Ольга Вячеславовна Смирнова; * 6. November 1991 in Sankt Petersburg) ist eine russische Primaballerina.
Olga Smirnowa war von 2011 bis 2022 am Bolschoi-Theater in Moskau, seit 2016 als Primaballerina.
Im März 2022, kurz nach dem Beginn des russischen Überfalls auf die Ukraine, verließ sie Russland. Seither ist sie am niederländischen Nationalballett in Amsterdam.